# Tord kakali
Tord Sighvatsson kakali (Þórðr Sighvatsson kakali), född 1210 på Sauðafell i Dalir, död den 11 oktober 1256 i Norge, var en isländsk hövding av sturlungaätten. År 1238 upptogs han i kung Håkon Håkonssons hird i Norge och fick senare av kungen uppdraget att lägga Island under norskt styre, mot löfte att själv bli jarl. Han tycks dock mer ha ansträngt sig att vinna landet åt sig själv än åt den norske kungen. Under några år efter slaget vid Haugsnes 1246 var han Islands mäktigaste man.

## Släkt och familj
Tords far var hövdingen Sighvat Sturlasson, bror till den kände sagaskrivaren Snorre Sturlasson, och modern var Halldora Tumadotter av asbirningarnas ätt. Tord hade sex bröder, vilka alla, liksom fadern, dödades i sturlungatidens maktstrider. Den på 1200-talet kända skaldinnan Steinvör var hans syster; dessutom hade han halvsystern Sigrid och en hel- eller halvsyster vid namn Valgerd.

## Levnad
Bland det första som källorna har att berätta om Tord kakali är att han år 1237 tillsammans med farbrodern Snorre Sturlasson for till Norge. På Island rådde vid denna tid väpnad konflikt mellan asbirningar och sturlungar. Asbirningarnas hövding var då Kolbein unge och i allians med honom stod haukdalingarna under ledning av Gissur Torvaldsson. Då Tords far och fyra bröder, däribland hövdingen Sturla, stupade i slaget vid Örlygsstad (Örlygsstaðir) år 1238 mottogs nyheten med bestörtning vid det norska kungahovet. Det uppges att kung Håkon hade haft ett avtal med Sturla om att denne skulle vinna Island för Norge och därefter som jarl regera över ön. Tord övertog nu Sturlas roll och blev upptagen i kungens hird, där han också fick skolning i samtidens krigskonst och riddarideologi. Sommaren 1242 fick han kungens tillstånd att återvända till Island för att hämnas och återerövra sturlungarnas förlorade hövdingadömen.

### Erövringen av Island
På Island hade Kolbein unge gjort sig nästan enväldig. Sighvat Sturlasson förklarades vid arvskiftet egendomslös och de främsta av hans underlydande bönder tvingades överta hans gods och lämna sina egna lägre värderade gårdar som betalning. Genom att flytta om folket på detta sätt trodde Kolbein att också de som varit sturlungarnas vänner skulle ha mest att förlora på om dessa återkom till makten. Till en början tycks taktiken också ha varit framgångsrik. Inte ens hövdingen Halvdan Sämundsson, som var gift med Tords syster Steinvör, vågade öppet ta parti för sin svåger.
Kolbein unge saknade dock inflytande i Västfjordarna (Vestfirðir) där sturlungarna sedan gammalt hade många vänner. Här lyckades Tord, efter mönster från den norska hirden, bygga upp en personlig livvakt av "följesmän" (fylgðarmenn), som kom att få stor betydelse för det fortsatta krigsförloppet. Det var med denna utvalda kärna av legosoldater som Tord år 1243 började sitt gerillakrig mot Kolbein unge. Kolbeins misstag var att han nu införde ett "hårdare styre" i Eyjafjorden (Eyjafjörður) – Sighvat Sturlassons gamla hövdingadöme. Åtgärden, som avsåg att förebygga att folket där skulle byta sida, fick motsatt effekt: Eyjafjordingarna revolterade och gav sturlungarna öppet stöd.
Våren 1244 sökte Tord med en liten flotta ta sig till Eyjafjorden längs med nordkusten för att förena sig med sina nyvunna bundsförvanter. I Hunafloen (Húnaflói) mötte han Kolbein unge och det slag som nu (den 25 juni) inträffade är det största sjöslag som någonsin utkämpats mellan islänningar. Tord var numerärt underlägsen och drevs på flykten, men lyckades tack vare sina följesmän och gott sjömanskap förhindra ett fullständigt nederlag. Den förföljande Kolbein lyckades visserligen grundligt förhärja Västfjordarna (något som endast ökade motståndsviljan), men han misslyckades med att finna Tord och ta honom till fånga.
Vintern 1244-45 ingicks förlikning mellan Tord och Kolbein, varvid Tord erbjöds Nordlandet (Norðurland) öster om Skagafjorden (Skagafjörður). Man kom också överens om att båda skulle fara till Norge för att låta kungen avgöra de frågor där oenighet fortfarande rådde. Kolbein unge avled dock den 22 juli 1245. Tord utnyttjade tillfället att gripa makten i Eyjafjorden och Þingeyjarþing-området, där folket svor honom trohet och överlämnade de egendomar som Sighvat tidigare hade ägt. Hans nästa mål blev därefter att erövra hela Nordlandet och Borgarfjorden (Borgarfjörður). På våren 1246 drog han med en här på 500 man in i Skagafjorden, där han den 19 april i slaget vid Haugsnes lyckades i grund besegra Kolbein unges efterträdare Brand Kolbeinsson, som dödades.

### Kung Håkons isländska politik
Gissur Torvaldsson, som varit allierad med asbirningarna men inte deltagit i Haugsnesslaget, for nu till Norge för att inför kungen klaga på Tords "fredsbrott". Samma sommar anlände också Tord som omedelbart fick stöd av kardinal Vilhelm av Sabina, vilken anlänt till Norge för att efter det norska inbördeskrigets slut kröna Håkon som norsk kung. Kyrkopolitiskt lydde Island under ärkebiskopsdömet Nidaros, varför kungens anspråk på ön också hade kardinalens stöd. Kardinalen föreslog nu att ön borde styras av endast en jarl "om freden skulle bevaras", och han gjorde klart att Tord var bäst lämpad för uppgiften. Tord återvände därför till Island och med på resan följde den nye biskopen på Hólar, norrmannen Henrik Kårsson (Heinrekr Kársson). Gissur Torvaldsson däremot kvarhölls i Norge med tvång.
Tord övertog nu Snorre Sturlassons och brodern Sturla Sighvatssons tidigare hövdingadömen och lyckades på kort tid vinna kontroll över hela ön. Endast på Sydlandet var folk ännu lojala mot Gissur Torvaldsson, dock utan att bjuda motstånd.
Snart uppstod dock misshällighet mellan Tord och den norske biskopen Henrik. Biskopen ansåg att Tord ägnade större kraft åt att befästa sin egen ställning än åt att fullfölja kungens uppdrag. Dessa båda strävanden behövde dock ej utesluta varandra, men Tords möjlighet att vinna kungens öra försvårades ytterligare sedan biskopen avrest till Norge och det uppstått stor vänskap mellan honom och Tords fiende Gissur Torvaldsson.
År 1250 sändes Gissur till Island för att ersätta Tord samtidigt som Tord återkallades till Norge, där han blev syssloman (ungefär fogde), först i Gauldalen, senare i Skien. Det dröjde dock inte länge förrän Gissur blev föremål för samma kritik som biskopen tidigare hade riktat mot Tord, nämligen att han var senfärdig med att lägga landet under kungen. En osäker tradition gör gällande att kung Håkon skulle ha stått i begrepp att återsända Tord till Island, då denne oväntat insjuknade och dog den 11 oktober 1256.
Tord var ogift men hade flera söner och döttrar med olika frillor. Ingen av dessa var dock arvsberättigad. Hans egendomar överlämnades till systern Steinvör Sighvatsdotter.

## Tillnamnet
Tillnamnet kakali har ansetts vara samma ord som fornhögtyskans chachala med betydelsen lerkruka, vilket i svenskan blivit kakel (som i kakelugn). Varför Tord har fått detta namn är okänt, men både Finnur Jónsson och den danske filologen Kristian Kaalund påpekade att samma ord på danska (kakkel) också har använts som svordom med betydelsen "djävul". Båda gissade att detta kanske var en ed som Tord ofta använt, vilket skulle kunna förklara hans tillnamn. Andra tolkningar av namnet har också föreslagits. Det har exempelvis gissats att kakali kunde vara onomatopoetiskt (ljudhärmande) och syfta på en person som stammar (ka-ka-ka). Då vi inte känner det sammanhang i vilket namnet har uppstått är det emellertid knappast möjligt att med rimlig säkerhet avgöra hur det ska tolkas.